# Insygnia Prezydenta Rzeczypospolitej Polskiej

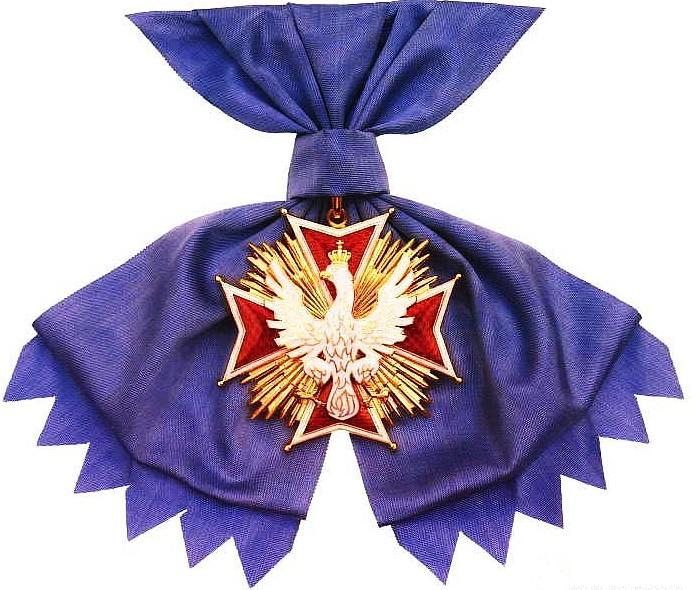
Order Orła Białego

Proporzec Prezydenta Rzeczypospolitej Polskiej

Insygnia Prezydenta Rzeczypospolitej Polskiej – oznaki urzędu Prezydenta Rzeczypospolitej Polskiej.

## Insygnia Prezydenta RP
- Order Orła Białego[1]
- Krzyż Wielki Orderu Odrodzenia Polski[2]
- Pieczęć Prezydenta Rzeczypospolitej Polskiej
- Proporzec Prezydenta Rzeczypospolitej Polskiej